# Johann Baptist König
Johann Baptist König (* 3. März 1808 in Kleinwallstadt; † 22. Februar 1875 in Rauenthal) war ein deutscher Gutsbesitzer und Abgeordneter des Landtags des Herzogtums Nassau.

## Leben
Johann Baptist König wurde als Sohn des bayrischen Landrichters Franz Joseph König (1759–1829) und dessen Gemahlin Gertrude Siegfried geboren. Als Gutsbesitzer wurde er für den Wahlkreis XIX Eltville in den Jahren 1852 bis 1863 (siebte und achte Wahlperiode) Abgeordneter der zweiten Kammer des Landtags des Herzogtums Nassau. In der neunten Wahlperiode trat er als Mitglied der Nassauischen Fortschrittspartei für den Wahlkreis II Montabaur an.
Diese errang bei den Wahlen am 25. November 1863 einen klaren Sieg und besetzte 17 von 24 Sitzen in der zweiten Kammer und alle Mandate der ersten Kammer, deren Mitglied König wurde.
Er blieb bis 1866 in diesem Parlament. In diesem Jahr wurde das Herzogtum Nassau als Folge des Deutschen Krieges durch Preußen annektiert. Damit endete auch das Mandat des nassauischen Landtags.